# ادموند هاربرگر

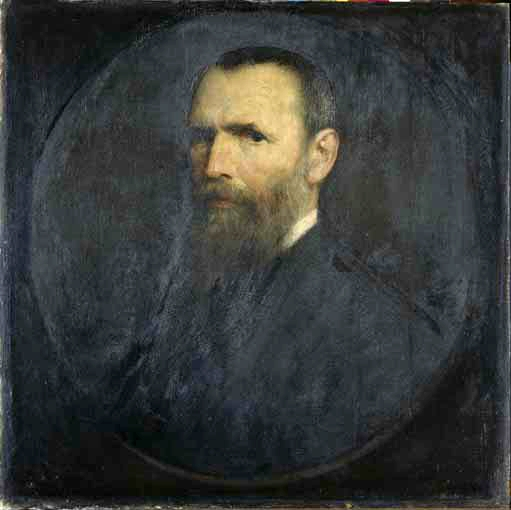
ادموند هاربرگر، خودنگاره

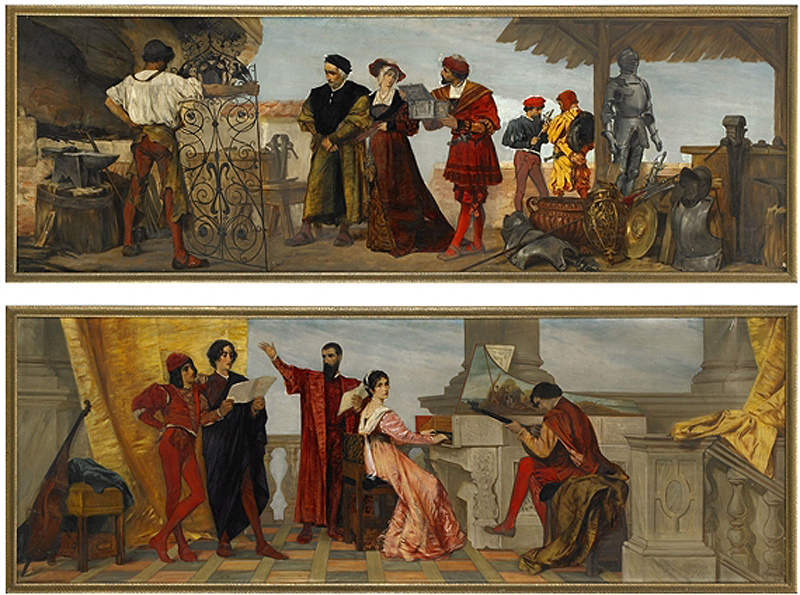
آهنگری و موسیقی

ادموند هاربرگر (به آلمانی: Edmund Harburger) (زاده ۴ آوریل ۱۸۴۶، آیش اشتات – درگذشته ۵ نوامبر ۱۹۰۶، مونیخ) نقاش و نقشه‌کش آلمانی بود.

## زندگی
پدرش فرانتس ژاور، تاجری در ماینتس و مادرش الیزابت، دختر یک فروشنده سنگفرش بود. در نتیجه این ارتباط، ادموند شاگرد سنگ‌تراشی شد؛ حرفه ای که تا سال ۱۸۶۵ انجام داد. برادر کارفرمای او، یوهان اردمان گوتلیب پرستل (۱۸۰۴–۱۸۸۵)، یک نقاش حیوانات بود که ادموند از او الهام گرفت تا هنرمند شود. او با نقاشی‌های دیواری کوچک در کازینوهای محلی شروع کرد. پس از شش سال کارآموزی، برای تحصیل در رشته ساختمان در مدرسه پلی‌تکنیک مونیخ (پیش‌آهنگ دانشگاه فنی مونیخ) تحصیل کرد، اما در سال ۱۸۶۶ تصمیم گرفت به دنبال علاقه واقعی خود برود و به آکادمی هنرهای زیبای مونیخ رفت. زیر نظر کارل راوپ و ویلهلم فون لیندنشمیت جوان تحصیل کرد.
او علاوه بر نقاشی، به تصویرگری و کاریکاتور نیز علاقه داشت. در سال ۱۸۷۲ برخی از اولین حکاکی‌های چوبی او در کتابی از فردریش لنیگ، شاعر اهل ماینتس ظاهر شد. بعدها او کاریکاتورهای سیاسی برای روزنامه دی گارتنلابه ساخت و تا زمان مرگش، بیش از ۱۵۰۰ نقاشی طنز به فلیگنده بلاتر ارائه کرد. هاربرگر به ویژه جذب آثار نقاشان هلندی قرن هفدهم، مانند دیوید تنیرز جوان و آدریان فن اوستاد شد. او از سال ۱۸۷۶ تا ۱۸۷۸ در ونیز زندگی کرد و در آنجا از استادان نسخه برداری می‌کرد.
در سال ۱۸۸۲، شرکت براون و اشنایدر، آلبومی با فرمت بزرگ چاپ کرد که شامل ۶۰ اثر او بود. آثار او در نمایشگاه‌هایی در گلسپالاست، سالن پاریس (۱۸۸۲/۸۴)، آکادمی هنرهای برلین و نمایشگاه بزرگ هنر برلین در سال ۱۹۰۵ در معرض نمایش قرار گرفت. او خانه خود را در خیابان نیمفنبرگر طراحی کرد و ساخت.
طراحی‌ها و حکاکی‌های او در بسیاری از موزه‌های اصلی اروپای مرکزی و شمالی قرار دارند که از جمله آن‌ها نویه پیناکوتک، موزه دولتی ماینتس، موزه دولتی هسن در دارمشتات لندس و موزه‌هایی در گدانسک، گوتنبرگ، لایپزیگ، مونستر، پراگ و زوریخ هستند.